# Чиппева (язык)
Чиппева (Chippewa, Ojibway, Ojibwe, Southwestern Ojibwa) — алгонкинский язык, на котором говорит народ чиппева, проживающий в США от верхнего Мичигана до Северной Дакоты. Имеет верхний мичиганско-висконсинский, красно-озёрный, погранично-миннесотский и центрально-миннесотский диалекты.
Чиппева является частью алгонкинской языковой семьи и является коренным языком Северной Америки. Также чиппева входит в диалектный континуум языка оджибве (включая чиппева, оттава, алгонкинский и оджи-кри), который тесно связан с языком потаватоми. Занесён в Книгу рекордов Гиннесса как один из самых сложных языков мира. В рекордном списке он упоминается в одном ряду с языками хайда, табасаранским, эскимосским и китайским.